# Komenského údolí
Komenského údolí je údolí ve Svitavské pahorkatině východně od Brandýsa nad Orlicí v okrese Ústí nad Orlicí.

## Poloha
Komenského údolí bezprostředně navazuje na zástavbu Brandýsa nad Orlicí, od které se táhne v délce asi jednoho kilometru východním směrem proti proudu toku Tiché Orlice směrem na Pernou. Nachází se na území přírodního parku Orlice.

## Geomorfologie
Jedná se o hluboce zaříznuté a prudkými, zčásti skalnatými svahy sevřené údolí s plochým dnem. Tvoří součást průlomu Tiché Orlice Brandýským hřbetem, který je geomorfologickým podokrskem a spadá do celku Svitavská pahorkatina, podcelku Českotřebovská vrchovina a okrsku Kozlovský hřbet.

## Vodstvo

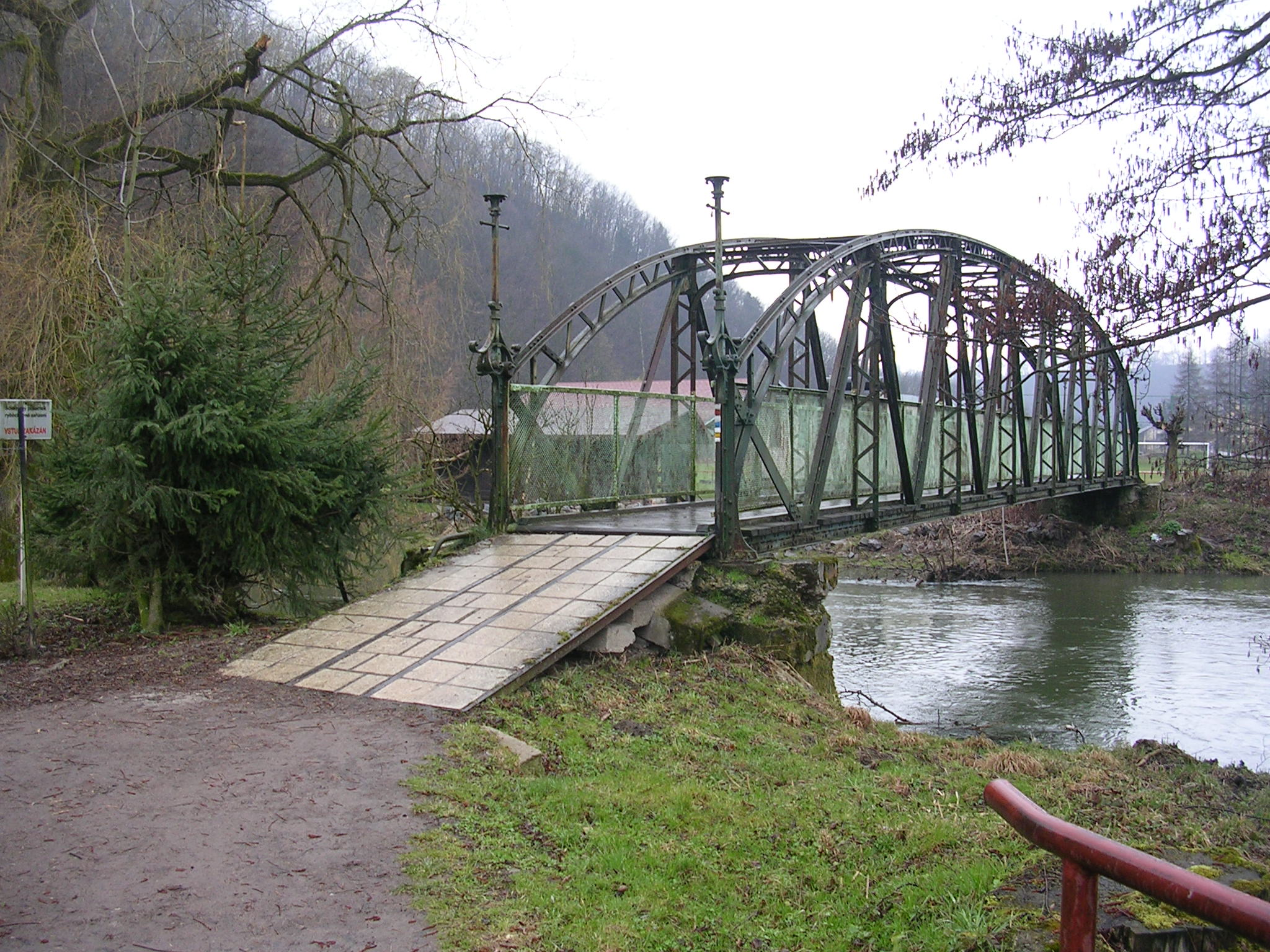
Lávka na začátku údolí

Údolím protéká řeka Tichá Orlice, která ve východní části údolí meandruje. Z ní se v západní části odděluje široký náhon přivádějící vodu do nevelkého průmyslového areálu na okraji zástavby Brandýsa nad Orlicí. Levostranný bezejmenný přítok napájí sádky nacházející se v západním zakončení údolí. O něco východněji je veřejné koupaliště a ještě dále chovný rybník.

## Vegetace
Ploché dno je převážně pokryto loukami. Dřeviny lemují Tichou Orlici a náhon. Přilehlé prudké svahy jsou souvisle zalesněny. V západní části se nachází veřejně přístupný labyrint tvořený vysázenými habry. Bývalá sjezdovka ve východní části zvolna zarůstá.

## Komunikace
Severní stranou údolí podél Tiché Orlice prochází silnice spojující Brandýs nad Orlicí s Ústím nad Orlicí. V ose údolí je vedena železniční trať Praha – Česká Třebová a pod jižními svahy je asfaltová účelová komunikace obsluhující sádku, koupaliště i labyrint. Po komunikaci vede červeně značená turistická trasa 0455 z Chocně do Ústí nad Orlicí.

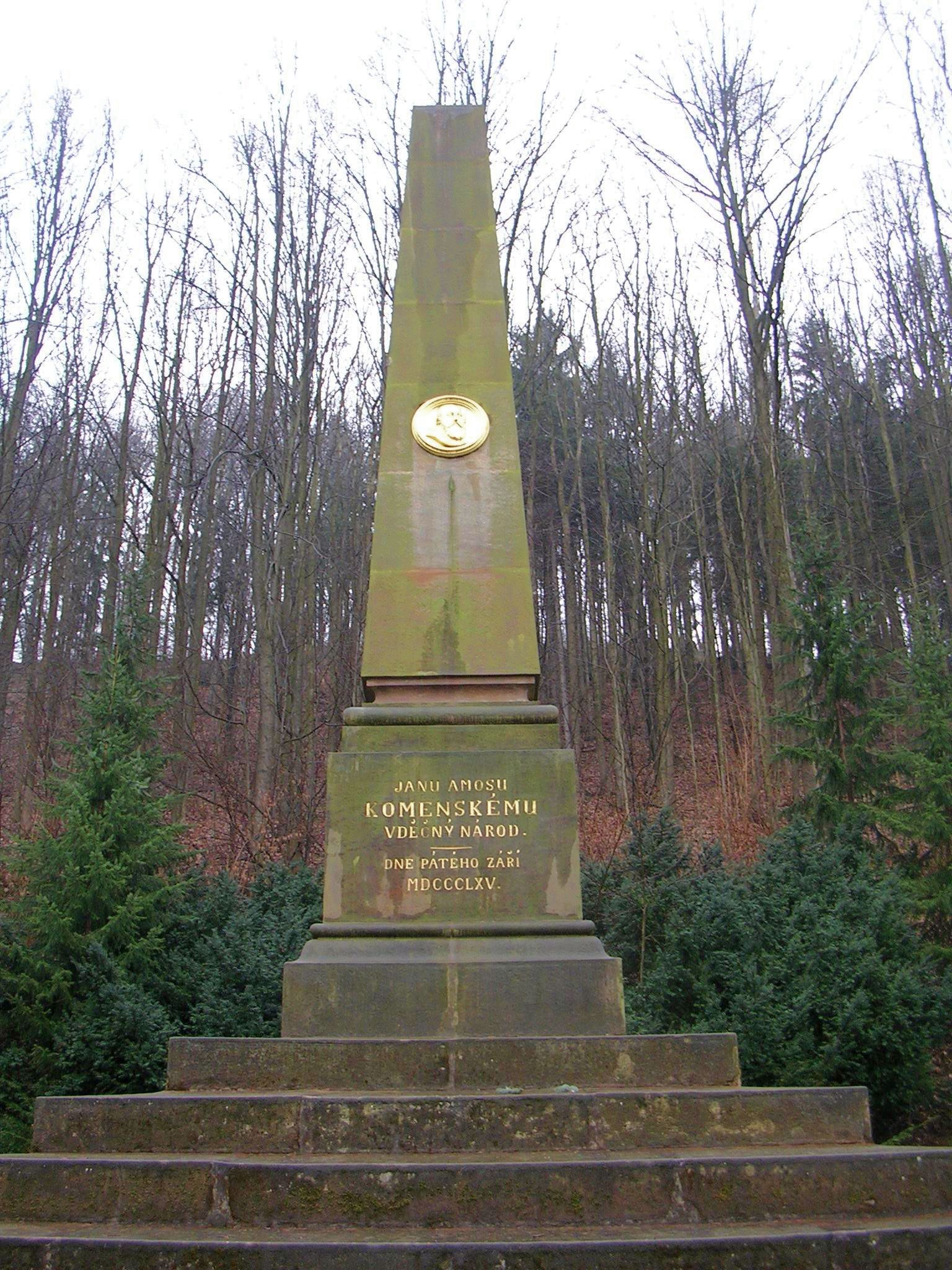
Pomník J. A. Komenského

## Stavby
Na západní straně začíná údolí na okraji zástavby Brandýsa nad Orlicí. Pohybujeme-li se východním směrem po červené turistické značce, tak mineme nejprve letní restauraci, přejdeme Tichou Orlici přes ocelovou zdobenou lávku, mineme altán, sádku a malou hrázděnou kapličku. Za nimi se nachází komplex staveb věnovaný památce Jana Amose Komenského. Je to již zmíněný přírodní labyrint, sklepení pod nedochovaným srubem, ve kterém Komenský při svém pobytu v Brandýse přebýval a vysoký pomník s velkorysým přístupovým schodištěm. Následuje veřejné koupaliště a skulptury tvořící tzv. Poutníkovu cestu. U železničního přejezdu se nachází opuštěný strážní domek. Na ostrozích v protilehlých svazích jsou pozůstatky dvou hradů - Brandýs a Orlík.

## Význam
Komenského údolí je zejména rekreační oblastí a to nejen pro obyvatele přilehlého Brandýsa.